# BMW i7
BMW i7 (G70E) — представницький електромобіль із кузовом типу седан, представлений компанією BMW 20 квітня 2022 року.

## Опис

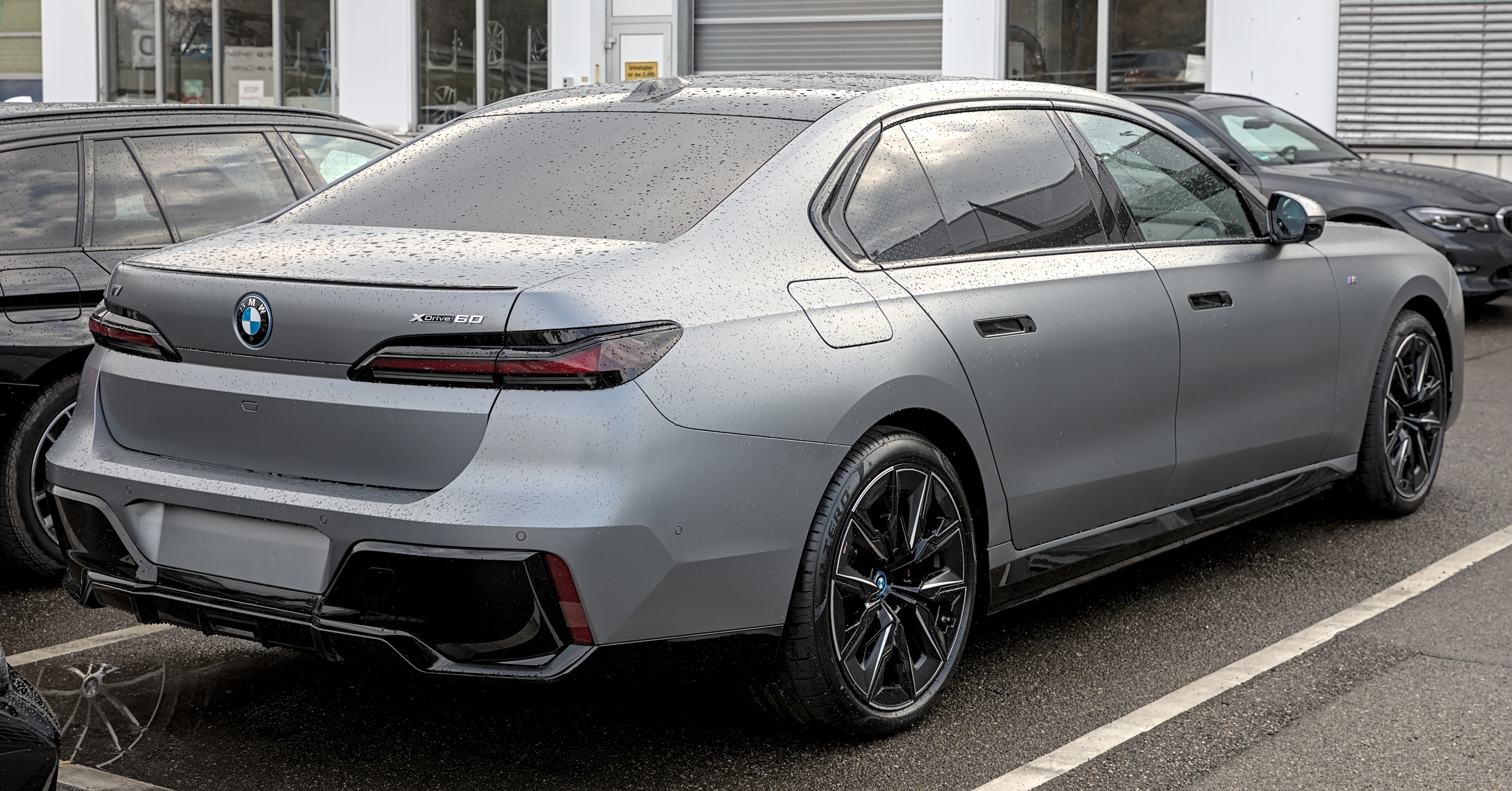

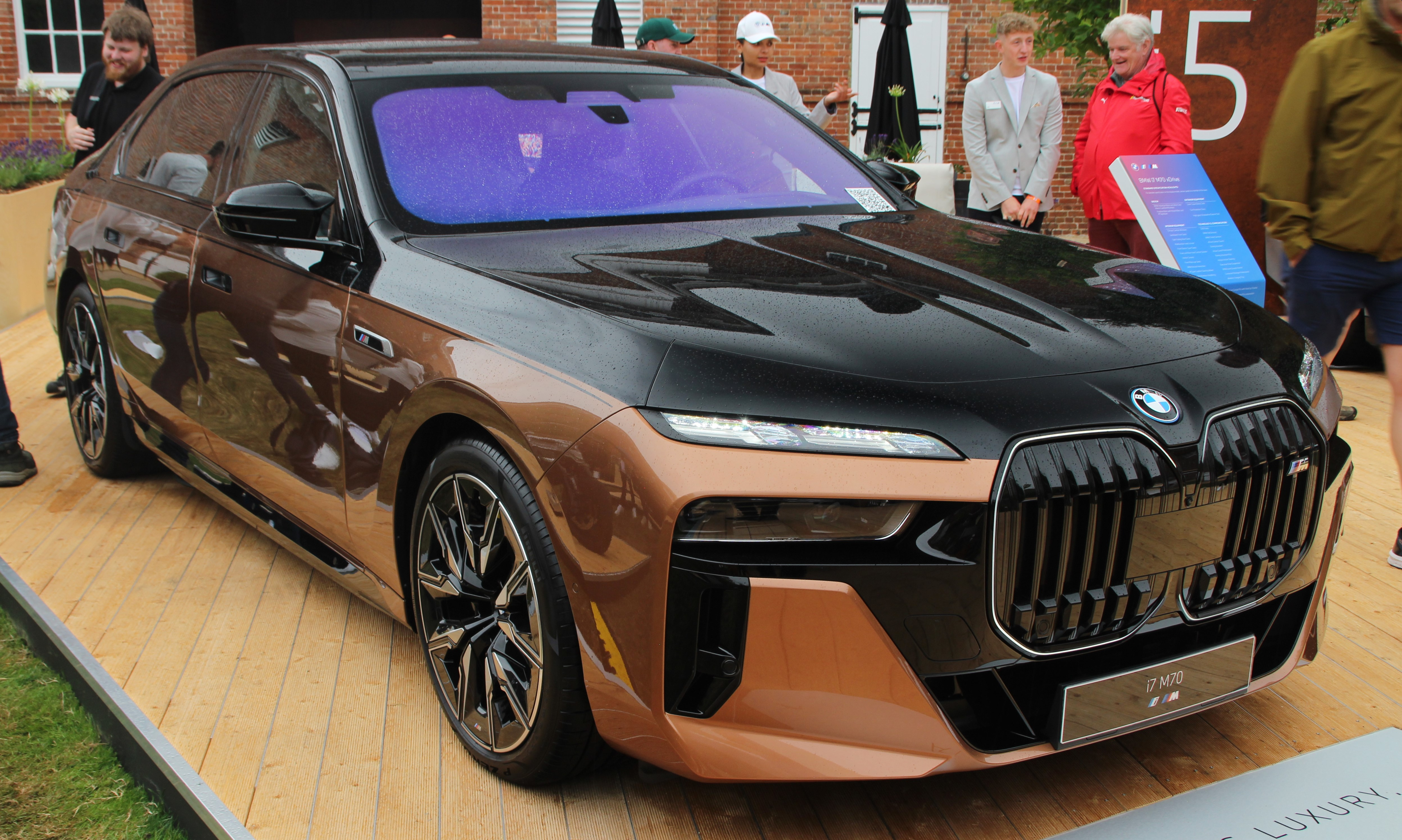
BMW i7 M70

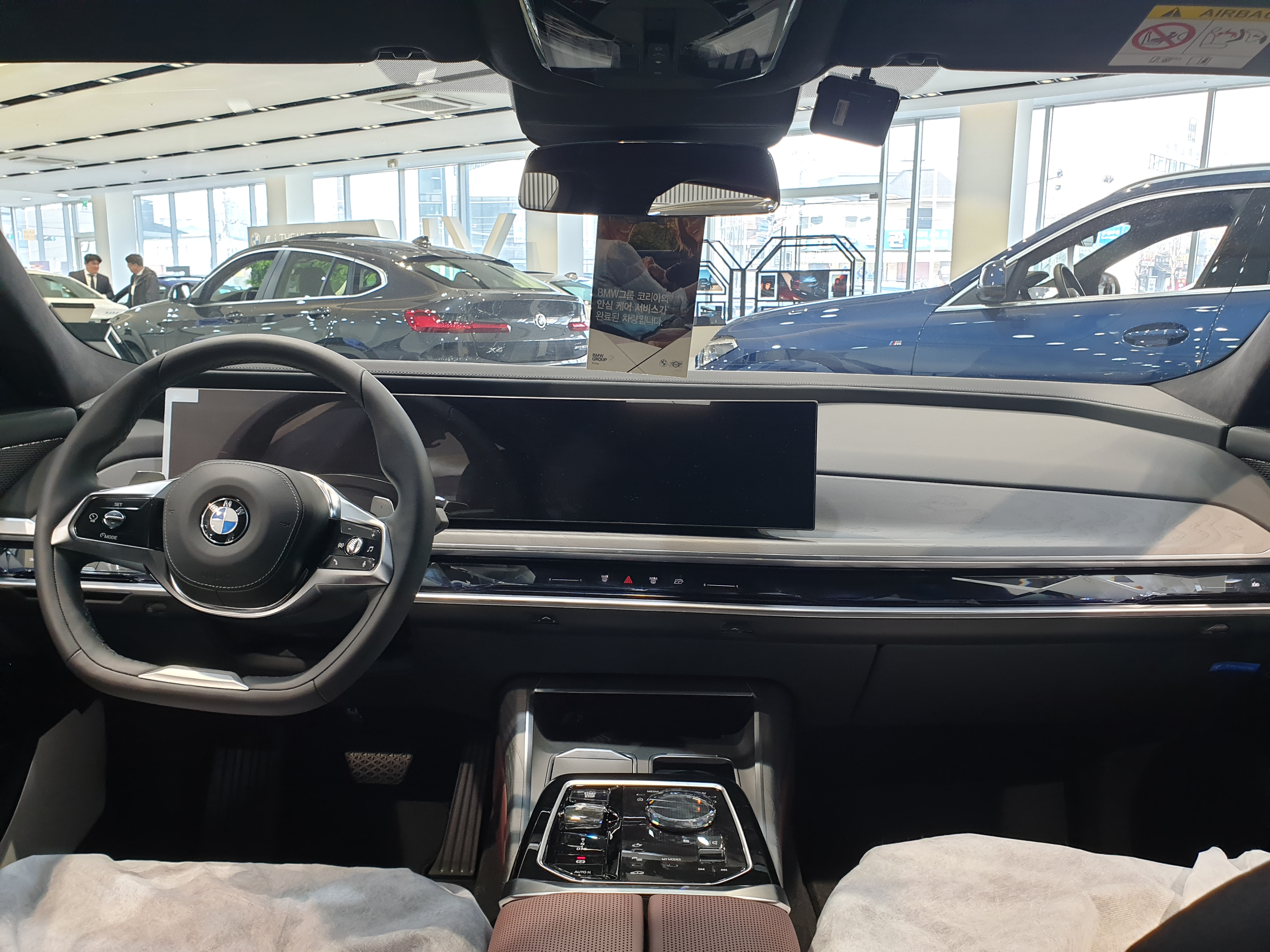

Електрокар BMW i7 — найпотужніша версія 7-ї серії (G70). Електромобіль отримав спортивну пневмопідвіску, повнокероване шасі з кутом повороту задніх коліс до 3,5°, потужні гальма, автопілот 3-го рівня та доводчики дверей.
Автомобіль отримав силові агрегати та акумулятори 101,7 кВт·год від BMW iX. Його запас ходу становитиме приблизно 483 км.
У салоні розміщений розкладний 32-дюймовий монітор BMW Theatre Screen для задніх пасажирів, а на передній панелі встановлено вигнутий дисплей віртуальної панелі приладів та мультимедіа. Крім того, седан отримав панорамний дах із діодним підсвічуванням.
BMW i7 доступний у п'яти- та чотиримісній конфігурації салону. Об'єм багажника електричного седана складає 323 л.
У 2025 році BMW i7 отримав оновлення комплектацій: базова версія має панорамний дах, а вищі — масажні сидіння. У топовому M70 з’явились нові оздоблення й безкоштовні декоративні елементи.

## Модифікації
- i7 sDrive50: батарея 101,7 кВт·год, 455 к. с., крутний момент 650 Н·м, запас ходу 600 км по циклу WLTP (з 2023)
- i7 xDrive60: батарея 101,7 кВт·год, 544 к. с., крутний момент 745 Н·м, запас ходу 483 км по циклу WLTP
- i7 M70xDrive: батарея 101,7 кВт·год, 660 к. с., крутний момент 1014 Н·м, запас ходу 472 км по циклу WLTP (з 2023 року)

## Продаж
| Рік  | Європа | США | Китай |
| ---- | ------ | --- | ----- |
| 2022 |        |     |       |
| 2023 |        | 754 | 77    |